# Endocheres
Endocheres is een geslacht van eenoogkreeftjes uit de orde van de Poecilostomatoida. De wetenschappelijke naam van het geslacht is voor het eerst geldig gepubliceerd in 1956 door Bocquet & Stock.

## Soorten
- Endocheres obscurus Bocquet & Stock, 1956